# Ulkowce
Ulkowce (biał. Вулькаўцы) – wieś na Białorusi, położona w obwodzie grodzieńskim w rejonie grodzieńskim w sielsowiecie podłabieńskim.
W latach 1921–1939 Ulkowce należały do gminy Balla Wielka, w ówczesnym województwie białostockim.
Według Powszechnego Spisu Ludności z 1921 roku Ulkowce zamieszkiwane były przez 114 osób, wszystkie zadeklarowało wyznanie rzymskokatolickie. Jednocześnie wszyscy mieszkańcy ówczesnych Ulkowców zadeklarowali polską przynależność narodową.